# Чурта
Чурта (осет. Цъуртайы дон, груз. ჭურთა — Чурта) — река в Южной Осетии, правый приток реки Ксани. Длина — 18 км, площадь бассейна — 106 км². Средний расход воды из реки 2,23 м³/сек. Общее падение — 1365 м, уклон — 75,83 м/км. Питание смешанное (снеговое, дождевое и подземное).

## Течение
Река берёт начало на восточном склоне Харульского хребта, близ горы Дзириси (2594,5 м). Вначале течёт на северо-восток, позже поворачивает на восток. Далее поворачивает на юго-восток, и течёт в этом направлении до устья. Впадает в реку Ксани с левой стороны, у села Ларгуис.
Протекает по территории Ленингорского района Южной Осетии (согласно юрисдикции Грузии — по территории Ахалгорского муниципалитета края Мцхета-Мтианети).

## Населённые пункты
- Чурта[осет.] (осет. Цъурта Цурта, груз. ჭურთა — Чурта; заброшено)
- Дорет[осет.] (осет. Дорет, груз. დორეთკარი — Дореткари)
- Мочалети (осет. Мочъалет, груз. მოჭალეთი — Мочалети)
- Ларгуис (осет. Ларгуис, груз. ლარგვისი — Ларгвиси)